# Bóng chày
Bóng chày (tiếng Anh: baseball) là một môn thể thao dùng gậy đánh bóng (bat-and-ball sport) được chơi giữa hai đội, mỗi đội chín người, thay phiên nhau phòng thủ và tấn công. Mỗi trận đấu hay hiệp (inning) bao gồm nhiều tình huống (play), với mỗi tình huống thường bắt đầu khi cầu thủ giao bóng, hay tay ném (pitcher), bên đội phòng thủ, ném một quả bóng mà cầu thủ trong đội tấn công ở bục đánh, được gọi là người đánh bóng, hay tay đập (batter) cố gắng đập trả bằng gậy hình trụ. Mục tiêu của đội tấn công là cầu thủ lần lượt lên, đập trả bóng về phía trong vạch biên xa khỏi cầu thủ đội phòng thủ, để có thể, lúc này gọi là chân chạy (runner), chạy lên lần lượt và hết một vòng các chốt (base) 1-2-3-nhà theo chiều ngược chiều kim đồng hồ, và ghi điểm được gọi là run càng nhiều càng tốt. Mục tiêu của đội phòng thủ là ngăn cầu thủ đội tấn công chạy qua các chốt và ghi điểm.
Trong đó, đội tấn công cần lên ít nhất chốt 1 an toàn (safe), thường xảy ra khi tay đập đánh trả bóng chạm đất và chạy đến chốt trước khi đối lấy bóng ném về phía cầu thủ giữ chốt, hoặc khi tay ném ném đủ 4 bóng "xấu" (ball) hoặc vô tình ném bóng vào tay đập (hit by pitch), khiến tay đập có quyền "đi" (walk) lên chốt 1. Sau khi đến được chốt 1 mà không bị "loại" ("out"), tay đập lúc này gọi là chân chạy (runner) có cơ hội lên các chốt tiếp theo để ghi điểm trong tình huống sau. Đội phòng thủ cố gắng ngăn đối phương ghi điểm bằng cách khiến tay đập hoặc chân chạy bị "loại" (out). Tay ném có thể loại tay đập bằng cách ném ba cú trúng vùng tốt hoặc bị vụt trượt, gọi là bóng "tốt" (strike), trong khi các cầu thủ phòng thủ còn lại có thể loại tay đập và chân chạy bằng cách bắt bóng được đập trả trước cầu thủ tấn công bằng cách bắt bóng được đập trả trước khi bóng kịp chạm đất, hoặc thu hồi bóng để "dí" (tag) vào người họ.
Bóng chày đôi khi còn gọi là bóng cứng để phân biệt nó với các biến thể như là bóng mềm.
Bóng chày rất phổ biến tại nhiều quốc gia ở châu Mỹ và Đông Á. Ở Nhật Bản, Puerto Rico, Cộng hòa Dominica, Cuba, Panama, Venezuela, Nicaragua, México, Canada và Đài Loan, bóng chày là một trong những môn thể thao phổ biến nhất. Cơ quan quản lí hoạt động của môn này trên toàn cầu là Liên đoàn bóng chày và bóng mềm thế giới (WBSC). Tuy nhiên, việc phổ biến bóng chày quốc tế vẫn chịu ảnh hưởng rất lớn từ Major League Baseball, giải đấu bóng chày lâu đời, có đẳng cấp và tiềm lực tài chính cao nhất hành tinh, đặc biệt trong ban hành - chỉnh sửa luật thi đấu và tạo điều kiện cho cầu thủ đỉnh cao, phần lớn thi đấu tại giải này, thực hiện nghĩa vụ quốc gia tại các giải đấu quốc tế.
WBSC (tiếng Anh: World Baseball and Softball Confederation) tổ chức các kì World Baseball Classic (WBC) 4 năm một lần kể từ năm 2006, quy tụ 20 đội tuyển nam quốc gia mạnh nhất thế giới tranh tài trong ba tuần, với đội hình không bị hạn chế nhân sự thi đấu tại MLB hay các giải chuyên nghiệp hàng đầu khác như giải đấu được xem là "World Cup bóng chày" trước đó là IBAF Baseball World Cup. Là giải đấu bóng chày quốc tế danh giá nhất hành tinh, WBC là sự kiện chính giúp quảng bá và thúc đẩy phong trào bóng chày trên khắp các quốc gia trên thế giới. 
Các giải đấu cấp câu lạc bộ danh giá nhất trên thế giới hầu hết theo mô hình tổ chức chuyên nghiệp nhượng quyền thành viên (franchise) không áp dụng lên-xuống hạng giữa các câu lạc bộ. Danh giá và thành công nhất là Major League Baseball, với doanh thu và số lượng người xem nhiều gần bằng các giải đấu nhà nghề Bắc Mỹ khác cộng lại. Kế đến bao gồm Nippon Professional Baseball (NPB) của Nhật Bản, KBO League của Hàn Quốc, Chinese Professional Baseball League (CPBL) của Đài Loan, v.v..., đạt độ phổ biến đứng đầu trong số các sự kiện thể thao trong nước. 

## Lịch sử
Sự phát triển của bóng chày từ các trò chơi bóng chày cũ hơn rất khó được biết chính xác. Theo đồng thuận, bóng chày hiện đại được phát triển ở Bắc Mỹ từ những trò chơi rounders cũ hơn, phổ biến đối với trẻ em ở Vương quốc Liên hiệp Anh và Ireland. Nhà sử học bóng chày người Mỹ David Block cho rằng bóng chày bắt nguồn từ nước Anh; bằng chứng lịch sử được phát hiện gần đây cho thấy điều này. Block lập luận rằng rounder và bóng chày thời kỳ đầu thực sự là các biến thể của nhau và trò chơi tiền thân trực tiếp nhất của môn bóng chày là stoolball và "tut-ball" của người Anh. Block phát hiện ra rằng trò chơi "Bass-Ball" được ghi lại lần đầu tiên diễn ra vào năm 1749 tại Surrey và có sự tham gia của Thân vương xứ Wales với tư cách là người chơi. Hình thức ban đầu của trò chơi này rõ ràng là do những người Anh nhập cư mang đến Canada.
Vào đầu những năm 1830, đã có báo cáo về nhiều trò chơi bóng chày chưa được hệ thống hóa có thể nhận ra là hình thức bóng chày ban đầu được chơi trên khắp Bắc Mỹ. Trận bóng chày được ghi hình chính thức đầu tiên ở Bắc Mỹ diễn ra ở Beachville, Ontario, Canada, vào ngày 4 tháng 6 năm 1838. Năm 1845, Alexander Cartwright, một thành viên của câu lạc bộ Knickerbocker của thành phố New York, đã lãnh đạo việc pháp điển hóa luật Knickerbocker dựa trên các luật do William R. Wheaton của câu lạc bộ Gotham phát triển vào năm 1837. Trong khi có báo cáo rằng New York Knickerbockers đã chơi môn thể thao này vào năm 1845, trận đấu từ lâu đã được công nhận là trận bóng chày được ghi lại chính thức đầu tiên trong lịch sử Hoa Kỳ diễn ra vào ngày 19 tháng 6 năm 1846, tại Hoboken, New Jersey: "New York Nine" đánh bại Knickerbockers, 23–1, sau bốn hiệp. Vào thời điểm diễn ra nội chiến Hoa Kỳ, bóng chày đã bắt đầu vượt qua cricket về mức độ phổ biến ở Hoa Kỳ, một phần do bóng chày có thời lượng ngắn hơn nhiều so với môn cricket được chơi vào thời điểm đó, cũng như thực tế là quân đội trong cuộc nội chiến không cần một sân chơi chuyên dụng để chơi bóng chày, khác với cricket.

### Phổ biến toàn cầu
Sau này, hoạt động mở rộng ảnh hưởng thương mại của Mĩ trên thế giới vào thế kỉ 19 tới đầu thế kỉ 20 đã trở thành yếu tố đưa bóng chày ra phổ biến tại nhiều châu lục. Tại các nước Mỹ Latinh, bóng chày được du nhập đầu tiên từ những sinh viên và thủy thủ người Cuba học tập và làm việc tại Mĩ, nhanh chóng phổ biến và lan rộng ra các nước Nam Mĩ như Venezuela, Nicaragua hay Colombia (trong khi bóng chày tại các nước Nam Mĩ khác được phổ biến nhờ làn sóng nhập cư từ Nhật Bản) và trở thành hoạt động văn hóa nuôi dưỡng tinh thần độc lập dân tộc ở khu vực trước ách thống trị của thực dân Tây Ban Nha, sau khi Tây Ban Nha ban hành lệnh cấm môn thể thao này tại Cuba vào năm 1869. Sự phổ biến của bóng chày tại Cuba vẫn tồn tại tới ngày nay, bất chấp rạn nứt quan hệ với Mĩ sau Cách mạng Cuba.
Tại Châu Á, bóng chày được du nhập đầu tiên từ các giáo sư người Mĩ giảng dạy tại các trường đại học lớn tại Nhật Bản cuối thế kỉ 19, bao gồm Giáo sư Horace Wilson bấy giờ giảng dạy tại Học viện Kaisei tại Tokyo. Bóng chày trở thành hoạt động thể chất ngoại khóa phổ biến của sinh viên Nhật Bản, và sự phổ biến của môn được củng cố bởi các trận giao hữu với các trường đại học Mĩ tới du đấu, và nâng tầm lên "môn thể thao quốc dân" với cú hích từ kết quả các trận giao hữu trước đội hình các ngôi sao Major League Baseball năm 1934 và sự ra đời của Giải Bóng chày quốc gia Nhật Bản (tiền thân của Nippon Professional Baseball).
Cùng với sự bành trướng của Đế quốc Nhật Bản, bóng chày du nhập tại các thuộc địa của đế quốc và trở nên phổ biến tại bán đảo Triều Tiên hay Đài Loan, và duy trì độ phổ biến tới ngày nay ngoại trừ tại CHDCND Triều Tiên. Tại một số các quốc gia, những người Nhật Bản tới du nhập hay phổ biến môn bóng chày thông qua các giáo sư giảng dạy tại các trường đại học hay các làn sóng cá nhân học tập và làm việc tại nước ngoài hay các làn sóng nhập cư. Ví dụ điển hình là Tiến sĩ Matsumae Shigeyoshi - nhà sáng lập trường Đại học Tokai, người góp phần vận động mở rộng phong trào bóng chày tới Trung Quốc và Liên Xô; tại Đại học Tổng hợp Moskva ngày nay vẫn tồn tại một sân bóng chày mang tên ông.

## Cách chơi

### Dụng cụ chơi

#### Găng tay bóng chày

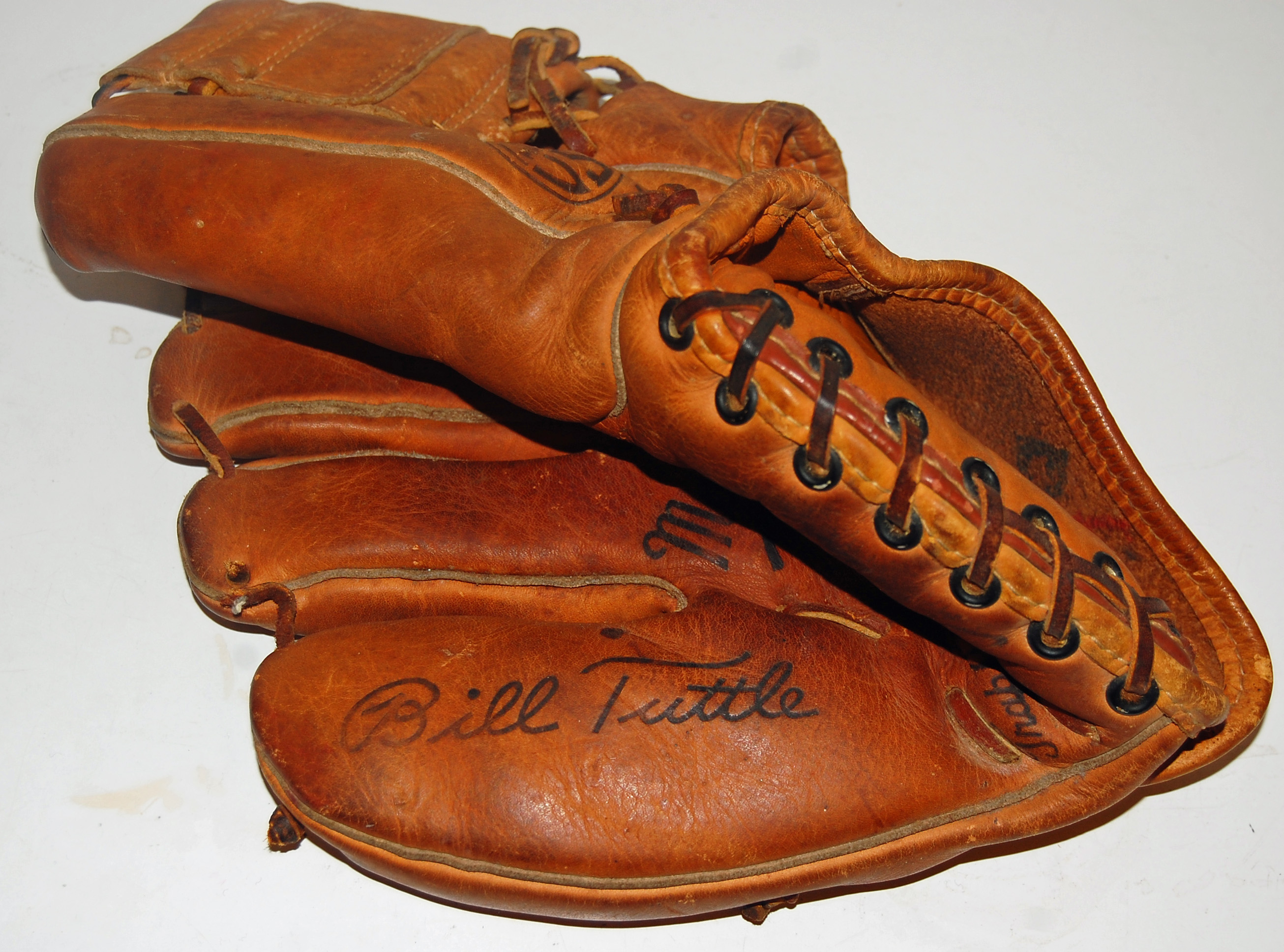
Găng tay bóng chày.

Một chiếc găng tay bóng chày được làm từ da. Riêng cầu thủ bắt bóng được phép mặc đồ bảo hộ. Các cầu thủ khác đeo găng để bắt bóng. Găng tay bắt bóng của các cầu thủ luôn có một cái lưới giữa ngón cái và ngón trỏ. Chiếc lưới có công dụng là bắt bóng, bởi bóng có lực rất mạnh và vận tốc rất cao.

#### Quả bóng chày

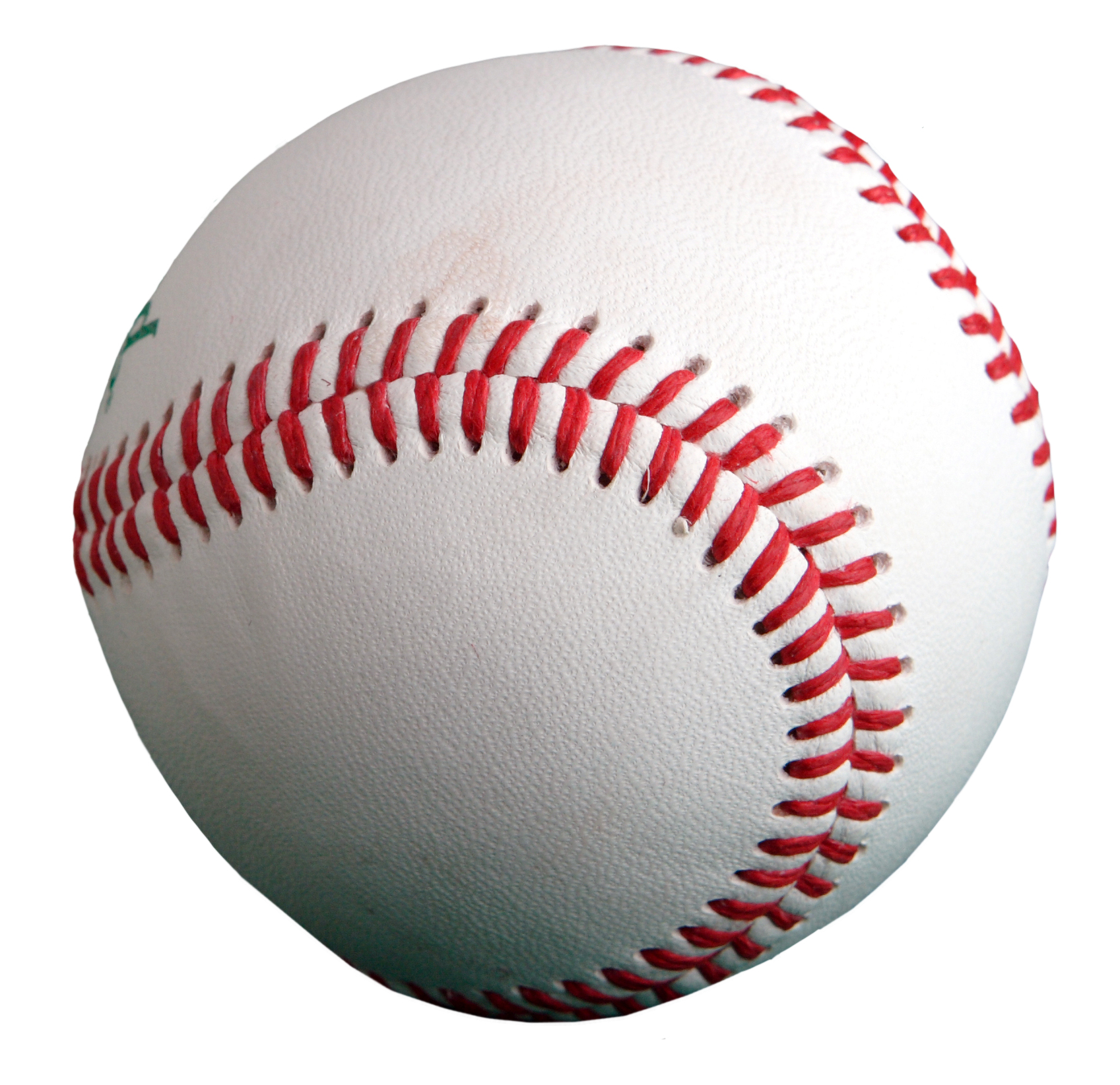
Quả bóng chày.

Quả bóng chày có cấu tạo bằng cao su và vỏ bọc ở ngoài bằng da, được quấn nối bằng các sợi chỉ hoặc dây màu. Một quả bóng chày quy định có chu vi từ 9 đến 9,25 inch (229 đến 235 mm), tức là đường kính từ 2,86 đến 2,94 inch (73 đến 75 mm), với trọng lượng từ 5 đến 5,25 ounce (0,142 đến 0,149 kg).
Bóng có hai loại: bóng mềm dùng cho tập luyện và bóng cứng dùng cho thi đấu. Bóng mềm được làm từ cao su và bóng cứng được làm từ gỗ bọc da.

#### Gậy bóng chày

Gậy bóng chày.

Gậy bóng chày được làm bằng gỗ hoặc kim loại mịn, dùng để đánh quả bóng sau khi cầu thủ giao bóng giao bóng. Đường kính gậy không quá 2,75 inch (7,0 cm) ở phần dày nhất và chiều dài không quá 42 inch (1,067 m). Gậy bóng chày thường nặng không quá 1 kg. Cầu thủ phát bóng sử dụng gậy để cố gắng đánh quả bóng do cầu thủ giao bóng ném, sau đó chạy đến các chốt và cuối cùng chạy về chốt nhà.

### Cấu trúc chính

Sơ đồ sân bóng chày kim cương.

Bóng chày gồm hai đội chơi, mỗi đội gồm 9 người, dưới sự giám sát của một hay nhiều trọng tài (umpire). Thường có 4 trọng tài trong một trận đấu của giải Major League Baseball; có thể có tới 6 trọng tài tùy vào giải và tầm quan trọng của trận đấu. Có 4 chốt được đánh số theo ngược chiều kim đồng hồ, chốt 1, chốt 2 và chốt 3 có dạng hình vuông cạnh 15 inch (38 cm) nhô lên cao một khoảng ngắn so với mặt đất; cùng với chốt nhà, còn gọi là chốt 4, là phiến đá mỏng bằng cao su hình ngũ giác. Sân chơi được chia làm 2 phần chính:
- Khu vực sân trong: bao gồm cả bốn chốt, được phân cách với sân ngoài bởi 4 đường vôi trắng và bao quanh là khu vực cỏ xanh (xem hình). Tuy nhiên, xét kỹ về mặt kỹ thuật thì khu vực sân trong chỉ bao gồm phần đất nền bên cạnh đường vôi, 4 chốt và 4 đường vôi trắng.
- Khu vực sân ngoài: là khu vực có trồng cỏ bao quanh khu vực sân trong, và ngoài cùng được bao quanh bởi 1 bờ tường hoặc hàng rào chắn. Đường vôi nối chốt 1, chốt 3 và chốt nhà kéo dài ra đến khi chạm bờ rào, được xem là đường ngăn cách khu vực foul.

Trận đấu gồm 9 hiệp đấu (còn gọi là lượt đấu), trong đó mỗi đội thay phiên nhau đánh bóng và cố gắng ghi điểm (gọi là lượt chạy) trong khi đội kia ném bóng và bảo vệ sân. Trong bóng chày, đội phòng thủ luôn có bóng—một điều khác với các môn thể thao khác. Vai trò mỗi đội sẽ được thay đổi khi có 3 cầu thủ của đội đánh bóng bị loại. Đội thắng là đội có nhiều điểm nhất sau 9 hiệp. Trong trường hợp hòa nhau, hiệp phụ sẽ diễn ra cho tới khi kết thúc một hiệp mà thắng thua được ấn định.

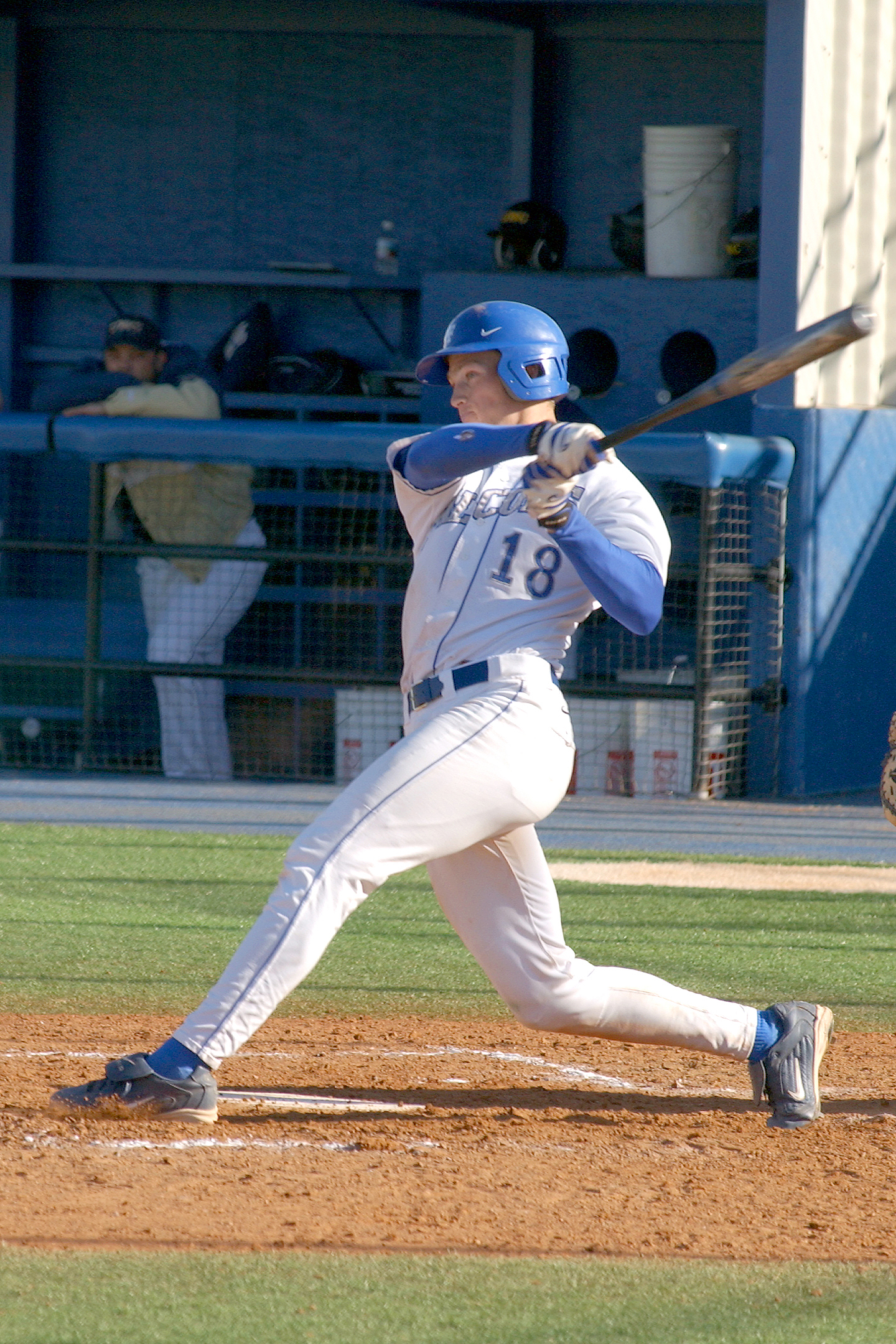
Tư thế người đánh bóng sau khi vung gậy đánh vào trái bóng được ném tới.

Cuộc "đối đầu" quan trọng nhất trong bóng chày là giữa cầu thủ giao bóng ở đội phòng thủ và cầu thủ phát bóng ở phía đội tấn công. Cầu thủ giao bóng sẽ ném bóng về hướng chốt nhà, ở đó có sẵn một cầu thủ bắt bóng chờ để bắt lấy quả bóng được ném. Đứng ở sau lưng cầu thủ bắt bóng là một trọng tài, trọng tài này có thể quyết định một cú ném bóng có phạm luật hay không. Còn cầu thủ phát bóng ở phía đội tấn công sẽ đứng ở vị trí tay phải hoặc trái của cầu thủ bắt bóng, cố gắng đánh trúng quả bóng được ném từ cầu thủ giao bóng. Vị trí mà cầu thủ giao bóng đứng ném bóng được gọi là ụ ném bóng, ở chính giữa có một tấm cao su có kích thước  61 nhân 14 xentimét (2,00 ft × 0,46 ft). Cầu thủ giao bóng chỉ được phép bước lùi hoặc tiến 1 bước trong cả quá trình ném bóng. Nhiệm vụ của cầu thủ bắt bóng là bắt lấy quả bóng được ném, ngoài ra, cầu thủ bắt bóng có thể ra hiệu cho cầu thủ giao bóng bằng cách dùng ám hiệu ở tay về hướng ném bóng và cách ném bóng. Cầu thủ giao bóng có thể đồng ý bằng cách gật đầu, nếu không đồng ý, người đó có thể lắc đầu để bỏ qua yêu cầu của cầu thủ bắt bóng.
Cứ mỗi nửa hiệp đấu, mục đích của đội phòng thủ là ngăn đội tấn công ghi điểm và loại 3 cầu thủ bất kỳ của đội tấn công. Một cầu thủ bị loại sẽ phải rời sân và chờ lượt đánh bóng kế tiếp của mình. Có rất nhiều cách để loại cầu thủ đánh bóng hoặc ở trên chốt, hay còn gọi là chân chạy (runner); phổ biến nhất là cầu thủ đội phòng thủ cố gắng bắt quả bóng bổng chưa chạm đất (do cầu thủ đánh bóng đập trả), hoặc cầu thủ giữ chốt (đội phòng thủ) nhận được bóng và chạm vào chân chạy đang chạy chiếm chốt, hoặc cầu thủ giao bóng làm cho cầu thủ phát đánh bóng bị 3 bóng tốt (strike) và bị loại (strikeout; bóng ra ngoài biên hay còn gọi là foul sẽ tính là strike thứ 1 và 2. Chỉ cầu thủ đánh bóng vung trượt hoặc cú ném trong vùng "bóng tốt" thì mới tính strike thứ 3 và strikeout).
Nếu cầu thủ giao bóng ném hỏng (bóng xấu) 4 lần thì cầu thủ phát bóng được walk (đẩy đi lên chiếm chốt 1). Sau khi số lần bị loại trong một nửa hiệp của đội tấn công lên tới 3 người thì nửa hiệp đó sẽ kết thúc, 2 đội đổi phiên công-thủ cho nhau. Một hiệp đấu sẽ kết thúc khi cả 2 đội đã thực hiện xong phần hiệp tấn công của mình.

### Đội hình
Các cầu thủ của đội phòng thủ sẽ đứng trong sân bóng và có nhiệm vụ ngăn chặn cầu thủ đối phương ghi điểm. Có tất cả chín cầu thủ ở bên đội phòng thủ, trong đó chỉ có 2 vị trí (cầu thủ giao bóng và bắt bóng) là cố định, còn tất cả các vị trí khác là tùy ý. Thông thường sẽ có một bố trí tối ưu cho các cầu thủ bên đội phòng thủ, nhưng tùy vào cầu thủ phát bóng và tình hình trận đấu mà các cầu thủ có thể thay đổi cho phù hợp. 9 vị trí phòng thủ là: cầu thủ giao bóng (pitcher), cầu thủ bắt bóng (catcher), cầu thủ giữ chốt 1 (first baseman), cầu thủ giữ chốt 2 (second baseman), cầu thủ giữ chốt 3 (third baseman), cầu thủ chặn ngắn (shortstop), cầu thủ ở cánh trái (left fielder), cầu thủ ở trung tâm (center fielder), cầu thủ ở cánh phải (right fielder). Thứ tự của các cầu thủ trên bảng ghi điểm sẽ là cầu thủ giao bóng (1), cầu thủ bắt bóng (2), cầu thủ giữ chốt 1 (3), cầu thủ giữ chốt 2 (4), cầu thủ giữ chốt 3 (5), cầu thủ chặn ngắn (6), cầu thủ ở cánh trái (7), cầu thủ ở trung tâm (8), cầu thủ ở cánh phải (9). Vị trí của cầu thủ chặn ngắn (shortstop) hơi khác biệt so với các vị trí khác là do thói quen của các cầu thủ trong thời sơ khai của môn thể thao này.

#### Khẩu đội hình
Khẩu đội bao gồm cầu thủ giao bóng - người đứng trên ụ ném bóng - và cầu thủ bắt bóng - có nhiệm vụ bắt lấy quả bóng được ném. Khẩu đội (battery) bao gồm 2 vị trí luôn phải đấu với cầu thủ phát bóng của đội đối phương nên mới được gọi là battery, từ do Henry Chadwick sáng tạo.

#### Khu vực sân trong (infield)
Bốn cầu thủ của đội phòng thủ khu vực sân trong là cầu thủ giữ chốt 1, cầu thủ giữ chốt 2, cầu thủ giữ chốt 3 và cầu thủ chặn ngắn.
Cầu thủ giữ chốt 1 có nhiệm vụ chính là nhận bóng để loại cầu thủ phát bóng bên đối phương đang chạy tới chốt 1. Khi một cầu thủ ở khu vực sân trong bắt được bóng (nếu bóng chưa kịp chạm đất mà đã bị cầu thủ bên đội phòng thủ bắt được thì cầu thủ phát bóng sẽ bị loại), họ sẽ phải ném bóng về phía cầu thủ giữ chốt 1 trước khi chân chạy lên trước của đối phương kịp chạy về đó. Ngoài ra, cầu thủ giữ chốt 1 cũng cần chặn được những cú phát bóng bay về gần chốt 1. So với các vị trí khác thì vị trí này thường nhẹ nhàng hơn, do đó, những cầu thủ có tuổi, hoặc cầu thủ phát bóng tốt nhưng phòng thủ kém thường được chuyển về chốt 1. Cầu thủ giữ chốt 2 phòng thủ khu vực bên phải của chốt 2 và chơi hỗ trợ cầu thủ giữ chốt 1 trong các tình huống cầu thủ phát bóng chơi đỡ nhẹ (bunt). Cầu thủ chặn ngắn chơi ở khoảng trống giữa chốt 2 và chốt 3, nơi những cầu thủ phát bóng thuận tay phải thường đánh bóng đến. Họ cũng chơi hỗ trợ cho cầu thủ giữ chốt 2, chốt 3 hoặc vùng sân ngoài bên trái. Đây là vị trí rất quan trọng trong phòng thủ, vì thế đôi khi một cầu thủ chặn ngắn tốt được chọn để chơi trong đội hình chính mặc dù có thể không phải là một cầu thủ phát bóng giỏi. Cầu thủ giữ chốt 3 thường cần đủ khỏe để ném bóng thật nhanh xuyên qua sân trong về phía chốt 1. Ngoài ra, họ cũng cần có phản xạ tốt, vì những cầu thủ ở chốt 3 có thể nhìn được những cú phát bóng rõ ràng hơn so với ở các vị trí khác.

#### Khu vực sân ngoài (outfield)
Ba cầu thủ ở khu vực sân ngoài là cầu thủ ở cánh trái, cầu thủ ở trung tâm và cầu thủ ở cánh phải, được đặt tên theo hướng nhìn của cầu thủ bắt bóng. Cầu thủ ở trung tâm có khu vực phòng thủ rộng nhất, do đó cần phải rất nhanh. Cũng giống như vị trí chặn ngắn, đây là vị trí được đặt trọng yếu trong phòng thủ. Ngoài ra, cầu thủ ở vị trí này cũng là chỉ huy của nhóm cầu thủ sân ngoài. Các cầu thủ ở cánh phải hoặc cánh trái thường nhường bóng cho họ trong trường hợp bóng bay đến khu vực giữa hai người.

### Chiến lược phòng thủ

#### Ném bóng

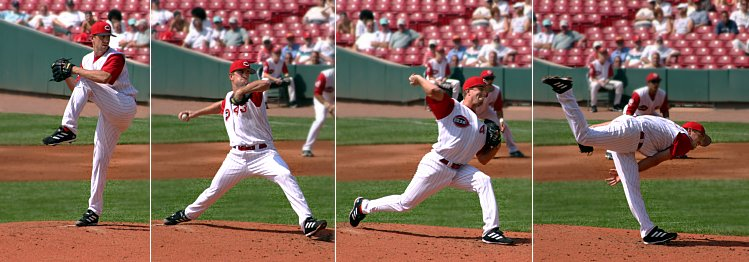
Động tác của cầu thủ giao bóng.

Ném bóng là phương thức phòng thủ hữu hiệu nhất bên phía đội phòng thủ, nó có thể loại trực tiếp cầu thủ phát bóng và ngăn cầu thủ chạy đến chiếm chốt. Một trận đấu thực sự có tổng cộng hơn 100 cú ném bóng từ mỗi đội. Tuy nhiên, đa số các cầu thủ giao bóng đều không đủ thể lực để "cầm cự" tới thời điểm đó. Trước kia, một cầu thủ giao bóng có thể bị yêu cầu ném liên tục 4 trận đấu (mỗi trận 9 hiệp) trong vòng 1 tuần. Y học hiện đại đã chứng minh rằng nó không tốt cho sức khỏe; các cầu thủ giao bóng chính hiện nay chỉ được yêu cầu ném từ 6 đến 7 hiệp trong 1 trận đấu (tùy vào phong độ) sau 5 ngày.
Mặc dù cầu thủ giao bóng chỉ được phép tiến hoặc lùi một bước trong quá trình ném bóng, nhưng bù lại người đó cũng có lợi thế nhất định khi có thể thay đổi vị trí ném bóng, tốc độ, đường bóng, cách vung tay và độ xoáy khác nhau. Đa số các cầu thủ giao bóng đều cố gắng nắm vững từ 2 đến 3 kỹ năng ném bóng khác nhau; nhưng cũng có những cầu thủ giao bóng ném tốt cả sáu cách ném bóng với mức độ khó cao. Cú ném thường thấy nhất là một cú fastball, bóng đi với tốc độ nhanh nhất có thể và thường đi thẳng; một cú curveball, đường bóng đi hơi cong vì cách kết hợp ngón tay và cổ tay của cầu thủ giao bóng tạo độ xoáy cho bóng; và ngoài ra con có cú ném "bóng giả nhanh" giả mạo cú ném fasball nhưng tốc độ thấp hơn nhiều để đánh lừa cầu thủ phát bóng.
Chiến lược ném bóng cổ điển dễ hiểu nhất của cầu thủ giao bóng là sự kết hợp giữa "bóng nhanh" và "bóng hơi nhanh". Một cầu thủ giao bóng ở giải chuyên nghiệp có thể ném bóng đạt vận tốc 145 kilômét trên giờ (90 mph), thậm chí một số cầu thủ giao bóng ném bóng đạt tới vận tốc 161 kilômét trên giờ (100 mph). Trong khi đó cú "bóng hơi nhanh" có vận tốc chỉ là 121 đến 137 kilômét trên giờ (75 đến 85 mph). Mặc dù cách ném và đường bóng rất giống cú ném fasball nhưng tốc độ lại giảm đáng kể. Điều này có thể đánh lừa cầu thủ phát bóng vì cầu thủ phát bóng canh thời gian để phát một cú fastball nhưng thực ra lại bóng lại bay chậm hơn nhiều.
Một số cầu thủ giao bóng chọn kiểu ném "tàu ngầm", một cách ném đòi hỏi cầu thủ giao bóng phải vung tay hướng từ dưới lên hoặc đưa ngang. Tuy nhiên, những cú ném như vậy thường rất khó để có thể đánh trúng được vì hướng đi và tốc độ của bóng rất khó đoán. Mặc dù những cú ném như vậy thường không thể đi nhanh bằng những cú vung tay qua đầu nhưng các cầu thủ giao bóng thường ném bóng đi hiểm để làm cầu thủ phát bóng bị mất thăng bằng khi phát bóng. Tuy nhiên vẫn có ngoại lệ, Walter Johnson, cầu thủ nổi tiếng với những cú ném bóng nhanh nhất trong lịch sử bóng chày ném bóng bằng cách vung tay ngang (mặc dù không hoàn toàn là kiểu ném tàu ngầm).
Một trận đấu có thể đòi hỏi nhiều cầu thủ giao bóng, bao gồm cầu thủ giao bóng chính và một vài cầu thủ giao bóng dự bị. Cầu thủ giao bóng được thay ra thay vào giống như các cầu thủ khác, và luật không hạn chế có bao nhiêu cầu thủ giao bóng được sử dụng trong mỗi trận đấu. Hạn chế duy nhất chỉ là số thành viên trong danh sách đăng ký. Trong những lúc tình hình không nguy hiểm, các cầu thủ giao bóng dự bị được sử dụng để giảm tải cho cầu thủ giao bóng chính (ngoại trừ các trận đấu về cuối mùa giải cực kỳ quan trọng). Các cầu thủ giao bóng dự bị được sử dụng một khu vực trên sân để làm nóng người trước khi được thay vào.

#### Chiến lược trên sân
Trong một trận đấu, chỉ có vị trí của cầu thủ giao bóng và bắt bóng là cố định, còn các cầu thủ khác phải di chuyển quanh sân bóng để ngăn chặn đối phương ghi điểm. Tùy vào tình huống trận đấu mà các cầu thủ có thể bố trí vị trí khác nhau. Các "tình huống" của trận đấu có thể bao gồm: số cầu thủ đã bị loại, số bóng đã ném (strike và ball), số cầu thủ đang chạy và tốc độ chạy của cầu thủ, khả năng và kiểu ném bóng của cầu thủ giao bóng, lượt ném bóng, sân nhà hay sân đối phương, và rất nhiều yếu tố khác. Các tình huống phòng ngự điển hình gồm có: chống chơi đỡ nhẹ (bunt), ngăn steal (chân chạy chạy đến chốt tiếp theo mà không cần chờ cầu thủ đánh bóng đập trả), phòng thủ thật gần để ngăn chân chạy ở chốt 3 ghi điểm, phòng ngự loại kép (double play) tức là loại cùng lúc hai người chạy ở chốt 1 và chốt 2, chuyển các vị trí phòng thủ đến những chỗ cầu thủ đánh bóng hay đập trả tới,......

## Thuật ngữ
- Strike: bóng ném vào vùng "bóng tốt" gióng giữa chốt nhà, cơ hoành và đầu gối cầu thủ đánh bóng, hay cầu thủ đánh vung gậy nhưng không đập trúng bóng.
- Ball: còn gọi là bóng xấu, khi cầu thủ giao bóng ném bóng nằm ngoài vùng "bóng tốt" và cầu thủ phát bóng không vung gậy. 4 lần ball được tính là 1 walk.
- Foul: còn gọi là bóng ngoài biên, khi cầu thủ phát bóng đập trả bóng ra ngoài biên (vạch biên vuông góc với nhau hai bên sân bóng).
- Walk: cầu thủ phát bóng được đi bộ lên chiếm chốt 1 sau 4 lần cầu thủ giao bóng ném bóng lỗi hoặc bị ném bóng trúng vào người.
- Dead ball: hay hit by pitch, là khi cầu thủ giao bóng ném bóng trúng cầu thủ phát bóng. Cầu thủ phát bóng được walk.
- Out: trang thái cầu thủ phát bóng bị loại khỏi việc tham gia tấn công cho tới lượt lên đánh tiếp theo. 3 lần rơi vào trạng thái này sẽ kết thúc lượt tấn công (hay cơ hội ghi điểm) trong một hiệp của một đội, và bắt đầu lượt tấn công của đối phương. Có nhiều cách đạt hoặc bị trang thái out, một số bao gồm:
  - Strikeout: sau 3 lần strike sẽ bị loại (bóng ra ngoài biên, hay foul được tính strike thứ 1 và 2. Nếu đã có 2 strike thì foul không làm thay đổi số strike).
  - Fly ball: Bóng được cầu thủ đánh lên không trung và chưa chạm đất, và cầu thủ trên chốt không được chạy cho đến khi có cầu thủ phòng ngự bắt được bóng
  - Fly out: cầu thủ đánh bóng bị loại khi bóng được đập trả bị cầu thủ bên phòng ngự bắt khi chưa chạm đất, hay còn gọi là bóng bổng.
  - Ground out: cầu thủ phát bóng đánh trúng bóng và bắt đầu chạy về chốt, bóng chạm đất nhưng cầu thủ của đội phòng thủ bắt được bóng và ném về chốt trước khi cầu thủ phát bóng kịp tới nơi. Cầu thủ phát bóng bị loại.
  - Tag out: cầu thủ phát bóng đánh trúng bóng và chạy về chốt, nhưng bị cầu thủ của đội phòng thủ đang giữ bóng chạm vào người.
  - Double play:, loại kép, loại cùng lúc hai người trong một pha bóng.
  - Triple play: loại cùng lúc 3 người trong một pha bóng.
- Safe: trạng thái cầu thủ đội tấn công an toàn chiếm được chốt, đối nghịch lại với out.
- Run(s): là điểm số, ghi được bằng việc cầu thủ tấn công chạy qua hết lần lượt ba chốt ở trên, và về chốt nhà an toàn (tương tự việc đưa quân qua lần lượt cửa chuồng đối phương để về và vào chuồng mình trong cờ cá ngựa).
  - Run(s) batted in (RBI): hay còn gọi là điểm đập về hay điểm đánh về, là thông số biểu thị số điểm cầu thủ phát bóng đã gián tiếp giúp chân chạy (bao gồm chính anh ta) ghi được qua các pha bóng đánh được của mình.
- Hit: chỉ chung những pha bóng được cầu thủ phát bóng đập trả đập đất trong biên, và cầu thủ nói trên lên ít nhất một chốt an toàn trước khi bị cầu thủ phòng ngự điều bóng về loại anh ta. Đồng thời pha bóng giúp các chân chạy trước cầu thủ nói trên chạy tiến lên chốt trên hoặc ghi điểm.
- Home run: cầu thủ phát bóng đập trả bóng ra ngoài mặt sân đấu, trong vùng giữa hai vạch và cột biên. Lúc đó, cầu thủ phát bóng được quyền qua hết các chốt để về chốt nhà và ghi điểm trực tiếp (thay vì lên chốt và chờ chạy về ghi điểm ở những pha bóng sau). Đồng thời, tất cả chân chạy đang chiếm các chốt cũng tự động được đẩy về chốt nhà ghi điểm.
- Error: chỉ tình huống lỗi của cầu thủ phòng ngự khi xử lí bóng, dẫn tới đối phương lên chốt an toàn.
- Interference: tình huống có thể chứng minh được là pha bóng sống, được đập trả hay đang được phía phòng ngự xử lí, bị cầu thủ tấn công hay khán giả cố ý hoặc không chủ động tránh can thiệp, bằng cách bắt hay va vào gây đổi hướng. Tùy vào tình huống mà trọng tài sẽ đưa ra phán quyết khác nhau trong trường hợp này.
- Steal: cướp chốt: cầu thủ phát bóng đứng ở các chốt đã chiếm được bắt đầu chạy khi cầu thủ giao bóng vừa ném bóng để tranh thủ cơ hội chiếm chốt tiếp theo.
- Bunt: nảy bóng; cầu thủ phát bóng giơ ngang chày ra trước vị trí bắt bóng của cầu thủ bắt bóng để đón bóng.
- Squeeze: bunt khi có chân chạy ở chốt 3 và lượt tấn công chưa bị 2 out.
- Sacrifice fly: tình huống fly out có chủ đích, thường ở phía xa nhằm tạo cơ hội cho chân chạy ở chốt 2 hay 3 tiến lên hoặc về chốt nhà ghi điểm.
- Tag up: việc một chân chạy đạp chốt đang đứng khi đối phương bắt được bóng bổng của đồng đội, để cố chạy tới chốt tiếp theo.
- No hit, no run: trận đấu mà cầu thủ hoặc các cầu thủ giao bóng một đội không để đối phương ghi hit nào.
- Perfect game: trận ném hoàn hảo, tương tự như no hit no run nhưng khác biệt là cầu thủ giao bóng không để đối phương walk và cả đội không mắc một lỗi phòng ngự nào.
- Called game: chỉ việc xử thua một đội trước khi đấu hết 9 hiệp (thường là ở hiệp 5 hoặc hiệp 7, do quá cách biệt về tỷ số). Quy định về called game khác nhau tuỳ theo hình thức tổ chức giải đấu (giải chuyên nghiệp hay không chuyên, vòng loại hay các vòng về cuối,...).

### Các loại ném bóng
- Fastball: bóng thẳng, tốc độ cao.
- Off speed: chậm hơn fastball, có thể được ném với nhiều quỹ đạo.
- Breaking ball: (bóng biến hoá) một loại off speed, bóng thay đổi quỹ đạo khi bay.
- Curveball: breaking ball, bóng xoáy (cong), vòng về bên trái hoặc phải, độ xoáy lớn.
- 12-6 curveball: là một loại curveball, bóng xoáy xuống theo đường thẳng.
- Slider: breaking ball, một dạng bóng cong nhưng độ xoáy ít và để tăng tốc độ (chỉ hơi cong).
- Slurve: là một loại breaking ball kết hợp giữa slider và curveball.
- Screwball: là một loại breaking ball, quỹ đạo bay ngược với curveball và slider.
- Forkball: breaking ball, một loại đường bóng nhẹ và chậm, kèm độ lắc, dùng để lừa các cầu thủ phát bóng.
- Change up: một loại off speed, đường bóng giống fastball nhưng tốc độ chậm hơn và không thay đổi quỹ đạo.
- Cirlce change up: là một loại change up nhưng bóng thay đổi quỹ đạo khi bay.
- 4-seam fastball: bóng thẳng, tốc độ cao nhất trong tất cả các cú ném.
- 2-seam fastball: là một loại fastball nhưng có độ cắt từ trái sang phải.
- Sinker: 2-seam fastball cộng thêm quỹ đạo đi xuống.
- Cutter: fastball có độ cắt từ phải sang trái.
- Splitter (split-finger fastball): bóng đột ngột hạ xuống ở pha cuối gần cầu thủ phát bóng.
- Knuckleball: bóng chậm, hạn chế tối đa độ xoáy nên đường bóng rất khó phán đoán, ngay cả cầu thủ giao bóng cũng không thể biết được quỹ đạo của bóng.
- Eephus: bóng bay chậm (rất chậm), đi theo đường cầu vồng.